# Onthophagus endota
Onthophagus endota är en skalbaggsart som beskrevs av Matthews 1972. Onthophagus endota ingår i släktet Onthophagus och familjen bladhorningar. Inga underarter finns listade i Catalogue of Life.